# Hyphalus kuscheli
Hyphalus kuscheli är en skalbaggsart som beskrevs av Britton 1977. Hyphalus kuscheli ingår i släktet Hyphalus och familjen lerstrandbaggar. Inga underarter finns listade i Catalogue of Life.